# Кошелево (Рыбинский район)
В Ярославской области есть ещё две деревни с таким названием, в Переславском и Пошехонском районах.
Кошелево — деревня Макаровской сельской администрации Судоверфского сельского поселения Рыбинского района Ярославской области .
Деревня расположена в лесном краю, к западу от города Рыбинска. Деревня стоит к северу от автомобильной дороги Рыбинск—Глебово. Деревня связана просёлочными дорогами к югу через урочище Смоново с деревней Большое Паленово и далее к Глушицы на указанной автомобильной дороге: к юго-западу через урочище Торхово мимо деревни Новинки на Большая Белева (эти деревни уже в Глебовском сельском поселении); к северу на Большое Андрейково и далее на Переборы. 
Деревня указана на плане Генерального межевания Рыбинского уезда конца XVIII века.
На 1 января 2007 года в деревне нечислилось постоянных жителей. Деревня обслуживается почтовым отделением 16 в Рыбинске. По почтовым данным в деревне 22 дома. Улицы не именуются .